# 베터 포터블 그래픽스
베터 포터블 그래픽스(Better Portable Graphics, BPG)는 디지털 이미지를 코딩하는 파일 포맷의 하나로, 2014년 프로그래머 페브리스 벨라드(Fabrice Bellard)에 의해 개발되었다. 품질이나 파일 크기 측면에서 JPEG 이미지 포맷을 더 압축 효율성이 좋은 형태로 대체하기 위해서 존재한다.
고효율 비디오 코딩(HEVC) 비디오 압축 표준의 프레임 간 인코딩에 기반을 둔다. 2014년 7월 사진 이미지 테스트에 따르면 BPG는 JPEG, JPEG XR, WebP의 품질 기준으로 더 작은 파일을 만들어냈다.
포팅, 고품질, 낮은 메모리 요구사항 덕분에 BPG는 휴대용 및 IoT 장치들에 적격이다. 현재 에너지 효율성이 더 좋은 BPG 하드웨어의 설계 및 개발이 연구되고 있으며 이는 디지털 카메라와 같은 휴대 기기에 통합을 가능케 한다.

## 특허
벨라드의 사이트에 따르면 BPG는 HEVC의 특허 중 일부의 적용을 받을 수 있으나 HEVC를 지원하도록 라이선스되는 모든 장치는 BPG에 대해서도 적용된다. BPG의 더 나은 기술적 성능에도 불구하고 특허 문제는 JPEG를 대체하는 것을 방해할 수 있다.

## 기타 제안된 JPEG 대안
JPEG 대안으로 제안된 이전의 몇 가지 이미지 포맷은 다음을 포함한다:
- Free Lossless Image Format
- 고효율 이미지 파일 포맷(HEIF)
- JPEG 2000
- JPEG XR
- WebP: VP8 인트라 프레임을 위한 컨테이너